# Божок Сніжана Віталіївна
Сніжана Віталіївна Божок (* 6 листопада 1986, Корюківка) — українська журналістка й прозаїкиня, публіцистка. Лауреатка літературних премій.

## Життєпис
Народилася 6 листопада 1986 року в місті Корюківка Чернігівської області, в родині письменника Віктора (Віталія) Божка.
Закінчила Чернігівський державний інститут права, соціальних технологій та праці (2009, з відзнакою).
Працювала редакторкою відділу новин та журналістом в обласних газетах «Деснянка вільна», «За Чернігів», «Еспрессо», в інтернет виданнях.
Станом на квітень 2020 — кореспондентка газети «Чернігівщина: новини, оголошення». З 2023 року працює журналісткою видання «Вечірній Київ».

## Творчість
Авторка двох книг — «Замінована прогулянка розвідника» (2023) та «Незборима» (2024).
Публіцистику, прозу друкувала у часописах «Буковинський журнал», «Україна», «Літературний Чернігів», літературних збірниках, журналі «Військо України», газетах «Молодь України», «Сільські вісті», інших виданнях.

## Громадська діяльність
Членкиня Національної спілки журналістів України з 2014-го року. З 2022 року — Голова комісії з журналістської етики Чернігівської обласної організації НСЖУ.

## Відзнаки
- Лауреат премії імені Івана Савича у номінації «Золотий сюжет публіцистики» за збірку статей «Джерела тривоги».
- Лауреат премії імені Пантелеймона Куліша[2]
- Лауреат Міжнародної літературної премії ім. Миколи Гоголя «Тріумф» (2017, за значну публіцистичну, журналістську та громадську діяльність)
- Лауреат міжнародної українсько-німецької літературної премії Олеся Гончара (номінація «Публіцистика» за збірку «Обпалена пелюстка»)[3]
- Лауреат Міжнародної літературної премії «Сад божественних пісень» імені Григорія Сковороди(2020)[4]
- Лауреат літературно-мистецької премії імені Леоніда Глібова (2024, у номінації «Проза» за твір «Замінована прогулянка розвідника»).[5]
- Переможець ХХІ Чернігівського обласного конкурсу «Золоте перо»,
- Лауреат Міжнародної літературної премії миру за 2021 рік,
- Лауреат Міжнародного конкурсу есе і новел «WorkStory: робота у фокусі літератури» 2021 рік.
- Відзначена Міжнародною премією літературно-наукового конкурсу Фундації Українського вільного університету імені Воляників-Швабінських (Нью-Йорк, США, 2024 рік).
- Лауреатка Міжнародної літературної премії Роберта Бернса (Великобританія, Шотландія — США, 2025 рік).